# Ернан Медфорд
Ернан Медфорд (ісп. Hernán Medford, нар. 23 травня 1968, Сан-Хосе) — костариканський футболіст, нападник. По завершенні ігрової кар'єри — футбольний тренер. Наразі очолює тренерський штаб команди «Ліберія Міа».
Як гравець насамперед відомий виступами за мексиканські клуби «Пачука» та «Леон», а також національну збірну Коста-Рики.

## Клубна кар'єра
У дорослому футболі дебютував 1987 року виступами за команду клубу «Саприсса», в якій провів три сезони.
Згодом з 1990 по 1994 рік грав у складі команд клубів «Динамо» (Загреб), «Рапід» (Відень), «Райо Вальєкано», «Фоджа» та «Саприсса».
Своєю грою за останню команду привернув увагу представників тренерського штабу мексиканського клубу «Пачука», до складу якого приєднався 1994 року. Відіграв за команду з Пачука-де-Сото наступні три сезони своєї ігрової кар'єри. У складі «Пачуки» був одним з головних бомбардирів команди, маючи середню результативність на рівні 0,34 голу за гру першості.
Протягом 1997—2002 років продовжував виступи в Мексиці, захищав кольори клубів «Леон» та «Некакса».
Завершив ігрову кар'єру на батьківщині, у клубі «Саприсса», у складі якого свого часу починав професійні виступи. Прийшов до команди 2001 року, захищав її кольори до припинення виступів на професійному рівні у 2003.

## Виступи за збірну
У 1987 році дебютував в офіційних матчах у складі національної збірної Коста-Рики. Протягом кар'єри у національній команді, яка тривала 16 років, провів у формі головної команди країни 89 матчів, забивши 20 голів.
У складі збірної був учасником чемпіонату світу 1990 року в Італії та чемпіонату світу 2002 року в Японії і Південній Кореї.
Учасник двох розіграшів Копа Америка, на які запрошувалися костариканці, — розіграшу 1997 року в Болівії та розіграшу 2001 року в Колумбії.
Брав участь у чотирьох чемпіонатах КОНКАКАФ: розіграшу Золотого кубка КОНКАКАФ 1991 року, розіграшу 2000 року, розіграшу 2002 року у США та розіграшу 2007 року. 2002 року став срібним призером континентальної першості.

## Кар'єра тренера
Розпочав тренерську кар'єру відразу ж по завершенні кар'єри гравця, 2003 року, очоливши тренерський штаб клубу «Саприсса».
Протягом 2006—2008 років був головним тренером національної збірної Коста-Рики, згодом протягом одного сезону тренував мексиканський «Леон».
З 2010 року очолює тренерський штаб костариканської команди «Ліберія Міа».

## Титули і досягнення
- Переможець Чемпіонату націй КОНКАКАФ: 1989
- Срібний призер Золотого кубка КОНКАКАФ: 2002
- Переможець Кубка центральноамериканських націй: 2007